# Équipe du Chili féminine de handball
L'équipe de Chili de handball féminin représente la Fédération du Chili de handball lors des compétitions internationales, notamment aux tournois olympiques et aux championnats du monde.
Cette sélection s'est qualifiée à une reprise pour le Championnat du monde, en 2009, terminant en 23e position.

## Palmarès

### Parcours auxJeux Olympiques
- aucune participation

### Parcours auxChampionnats du monde
- 2009 : 23e

### Parcours auxChampionnats panaméricains
- 2009 :  3e place
- 2011 : 5e place
- 2013 : non qualifié
- 2015 : 9e place
- 2017 : 7e place

### Parcours auxChampionnats d'Amérique du Sud et centrale
- 2018 : 4e place
- 2021 : 5e place
- 2022 :  3e place

### Parcours auxJeux panaméricains
- aucune participation